# دورزانو
دورزانو (بالإيطالية: Dorzano)‏ هي بلدية في مقاطعة بييلا في إقليم بييمونتي في إيطاليا.

## السكان
في سنة 1861 بلغ عدد السكان 504 نسمة، وتطور العدد ليصل في سنة 2011 لـ 508 نسمة.
يظهر هذا المخطط البياني تطور النمو السكاني لـ دورزانو